# Sint-Lievenspoort

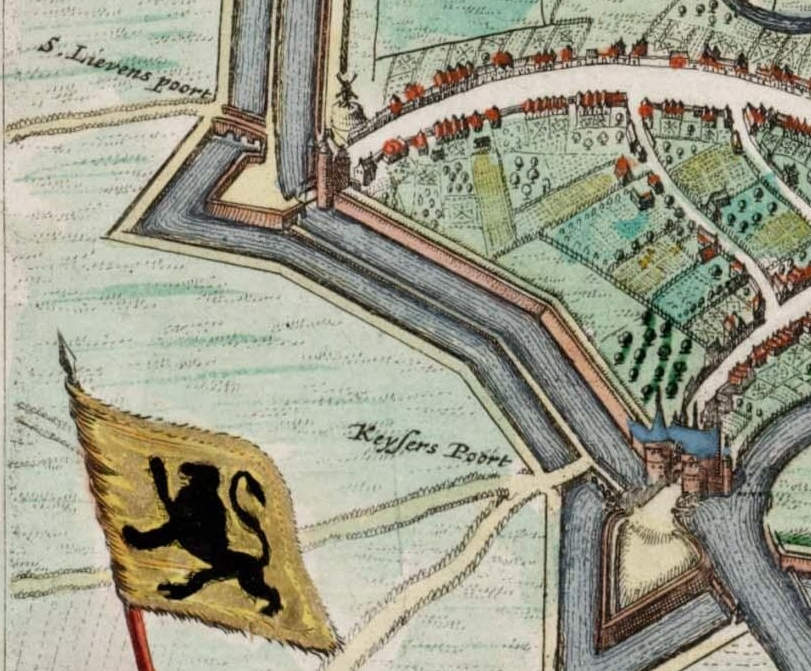
Sint-Lievenspoort en Keizerpoort, Atlas van Loon, 1649

De Sint-Lievenspoort is een kruispunt en verdwenen stadspoort van de Belgische stad Gent. De Sint-Lievenspoort vormde een zuidelijke toegang tot de stadskern.
Op het huidige kruispunt sluit de Sint-Lievenspoortstraat, een zuidoostelijke uitvalsweg uit het stadscentrum, aan op Gentse stadsring R40, die hier de namen Sint-Lievenslaan en Keizervest draagt. Net ten westen van dit historische kruispunt loopt de stadsring door de Sint-Lievenstunnel en loopt de autosnelweg B401 het stadscentrum in.
De Sint-Lievenspoort ligt tegen de Scheldedoorsteek tussen de Muinkschelde, de tak van de Schelde die Gent binnenstroomt, en de Benedenschelde, de tak die de stad weer uitstroomt. Enkele honderden meter noordoostwaarts bevindt zich de Keizerpoort, ruim een halve kilometer westwaarts de Heuvelpoort. Langs de Sint-Lievenspoort lopen ook tramlijn T1 en tramlijn T3 de stadskern uit.

## Geschiedenis
De plaats bevond zich in de middeleeuwen ten zuidoosten van de stadskern op "het Zand", een zandige hoogte tussen de Oude Schelde die net ten westen in noordelijke richting naar de stad stroomde en de Neerschelde, die iets ten oosten weer in zuidelijke richting de stad verliet.
In de 13de eeuw breidde de stad Gent uit en de stadsomheining reikte nu tot aan het Scheldeken, een van de verbindingen in west-oostrichting tussen Oude Schelde en Nederschelde. De Vijfwindgatenpoort werd hier de stadspoort. In de 14de eeuw werd de stad nog vergroot en ook het Zand en de heerlijkheid Ravenschoot werden ingelijfd. De stadsomheining kwam nu nog een halve kilometer verder zuidwaarts te liggen en de Vijfwindgatenpoort verloor alweer zijn functie. Een verdedigingsgracht werd in 1378-1384 gegraven tussen de Oude Schelde en Nederschelde: de Keizersvest. Hier kwamen nu twee nieuwe poorten, namelijk de Keizerpoort en de Sint-Lievenspoort, opgericht in 1384.
De Sint-Lievenspoort werd naar de Gentse beschermheilige Sint-Lieven genoemd. Door deze poort liep een weg naar Sint-Lievens-Houtem, vroeger een belangrijke bedevaartsweg. De weg stak het water over en sloot toen onmiddellijk aan op wat nu de Hundelgemsesteenweg is.
In de 16de eeuw werden de omwallingen op verschillende plaatsen uitgebouwd en versterkt. De Sint-Lievens- en Keizerpoort kregen in 1578 een bolwerk en ten westen van de Sint-Lievenspoort verdedigde het Leysenbastion de plaats waar de Schelde de omwallingen binnenkwam.
Aan het einde van de 18de eeuw werden de omwallingen afgebouwd en in 1860 verdwenen ze helemaal.

### Verkeersknooppunt Sint-Lievenspoort
In de 20ste eeuw kwam een nieuwe brug aan de Sint-Lievenspoort en in 1972 verdween die eveneens toen nabij deze plaats de snelweg E3 (nu B401) de stad in kwam. De Sint-Lievenspoortstraat verloor zo haar functie als invalsweg.
Het verkeersknooppunt op drie niveaus (B401, Dierentuinlaan/Zuidparklaan/Bellevue, Sint-Lievenstunnel) dat toen ontstond wordt ook Sint-Lievenspoort genoemd. Het wordt beschouwd als één van de meest hectische kruispunten van Gent door de drukke linkse afslag naar de snelweg en het ontbreken van een conflictvrije lichtenregeling. Voor het invoeren van het circulatieplan van Gent in 2017 werd het kruispunt licht aangepast.

#### Fietsonderdoorgang
Sinds juli 2020 moeten doorgaande fietsers (en hier in mindere mate voetgangers) niet langer zeven rijstroken en de afslaande auto's dwarsen doordat de Vlaamse wegbeheerder langs de Schelde een onderdoorgang onder het kruispunt bouwde, vooral nuttig voor fietsers van west naar oost. Deze kreeg de naam Marie-Jeanne Boelenspad, naar de dichteres uit Gent.